# Muraille de Bezengui
 (juin 2012).
Si vous disposez d'ouvrages ou d'articles de référence ou si vous connaissez des sites web de qualité traitant du thème abordé ici, merci de compléter l'article en donnant les références utiles à sa vérifiabilité et en les liant à la section « Notes et références ».
La muraille de Bezengui (en géorgien : ბეზენგის კედელი, Bezengis kedeli ; en russe : Безенгийская стена, Bezenguiskaïa stena) est un massif montagneux de dix-sept kilomètres de longueur situé dans la chaîne principale du Grand Caucase.
Elle domine sur son versant septentrional russe le glacier de Bezengui. Elle est composée, du nord-ouest au sud-est, du Dykh-Taou (5 204 m) au nord, du Lalveri (4 350 m), du pic Essénine (4 310 m), du Hestola (4 860 m), du pic Chota Roustavéli (4 860 m), du Djangha principal (5 058 m), du Djangha oriental (5 038 m), du Chkhara occidental (5 068 m) et du Chkhara principal (5 193 m). Son versant méridional se trouve en Géorgie.
La muraille de Bezengui était un haut lieu de l'alpinisme du temps de l'Union soviétique.

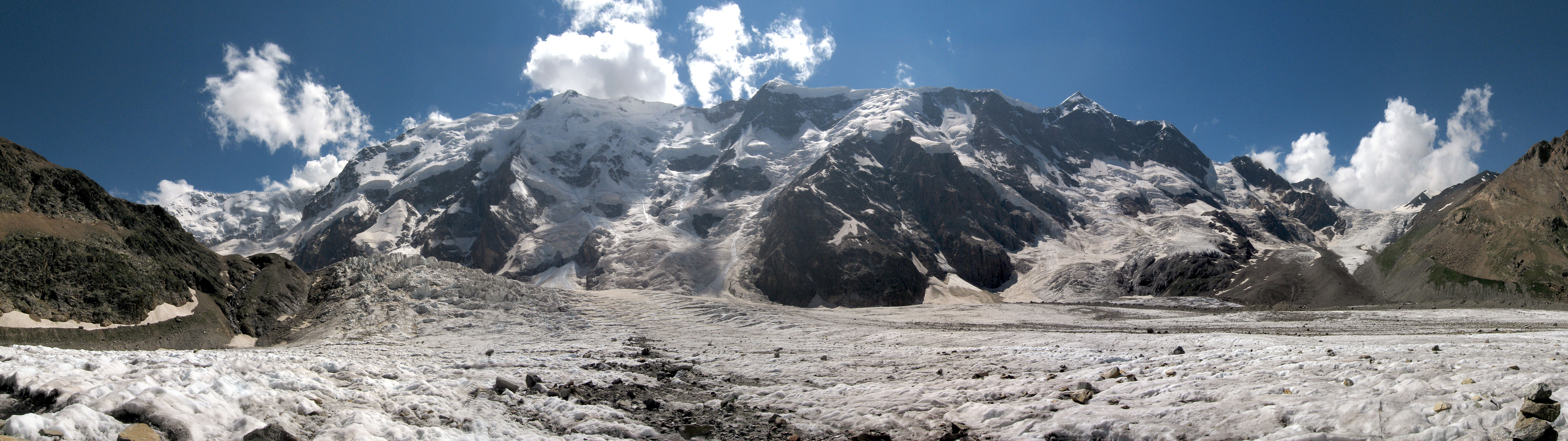
Muraille de Bezengui, avec le glacier de Bezengui au premier plan.

## Source
- (ru) Cet article est partiellement ou en totalité issu de l’article de Wikipédia en russe intitulé « Безенгийская стена » (voir la liste des auteurs).